# Samsung Galaxy S II
Samsung Galaxy S II (GT-i9100) — смартфон компании Samsung Electronics на операционной системе Android. Анонсирован 13 февраля 2011 года на Mobile World Congress. Смартфон оснащён двухъядерным центральным процессором Samsung Exynos 4210, дисплеем SuperAMOLED+, основной 8-мегапиксельной камерой с возможностью записи видео с разрешением 1080p, а также 2-мегапиксельной фронтальной камерой для видеовызовов и гигабайтом оперативной памяти. Первое устройство с графической оболочкой TouchWiz версии 4.0. Samsung Galaxy S II являлся самым тонким смартфоном (8,49 мм) до анонса Motorola RAZR (7,1 мм) в октябре 2011 года. Также Samsung GALAXY S II стал победителем в номинации «Лучший смартфон» на выставке Mobile World Congress 2012, а сама Samsung Electronics признана «Производителем года» на этой же выставке. Существуют две версии данного устройства, отличающиеся друг от друга объёмом флеш-памяти, первая версия имеет 16 Гб флеш-памяти, а вторая — 32 Гб. Смартфон является преемником Samsung Galaxy S с улучшенными аппаратными характеристиками.

## Аппаратные особенности

### Процессор
Samsung GALAXY S II имеет двухъядерный процессор ARM Cortex-A9 Samsung на базе чипа Exynos 4210 с тактовой частотой 1,2 ГГц, построенный на однокристальной системе, под кодовым названием «Orion». На момент выхода аппарата на рынок Samsung Galaxy S II значительно опережал всех конкурентов в различных тестах производительности.
Аппарат имеет дополнительный графический чип от ARM Mali-400 MP4, который стал дальнейшим шагом очень слабого Power-VR, чипа на Samsung Galaxy S. В качестве ЦАП/Аудиочипа выступает Yamaha C1YMU823 / MC-1N2.

### Память
Ёмкость встроенной памяти составляет 8/16 гигабайт (в зависимости от версии), имеется слот для карт памяти MicroSD (SDHC) ёмкостью до 32 гигабайт. Объём оперативной памяти смартфона составляет около 1 гигабайта (256 мб отведено для работы графического чипа).

### Экран
В гаджете используется дисплей с диагональю 4,27 дюйма (10,85 см), который покрыт защитным стеклом Gorilla Glass с олеофобным покрытием. По словам разработчиков, дисплей SuperAMOLED+ потребляет на 18 % меньше энергии по сравнению с дисплеем SuperAMOLED. В Super AMOLED+ применяется технология Real-Stripe, которая позволяет уменьшить зернистость по сравнению с PenTile, использовавшемся в Samsung Galaxy S. 
 Реализована возможность выбора насыщенности цвета изображения, несмотря на большую диагональ и высококачественный дисплей, разрешение дисплея составило всего лишь 800x480 пикселей (WVGA). Как отмечают многие пользователи Samsung i9100 Galaxy S II, экраны их устройств имеют некоторые проблемы с отображением цветов, в частности, при нейтральном сером фоне в левой части экрана видна полоса жёлтого цвета.

### Камера
Samsung GALAXY S II оборудован 8-мегапиксельной камерой с автофокусом и светодиодной вспышкой, а также может записывать видео с разрешением 1080p (FullHD). Также имеется фронтальная камера для видеовызовов с разрешением 2,0 мегапикселя, не оснащённая автофокусом.
Фокусное расстояние основной камеры составляет примерно 29 мм (в 35 мм эквиваленте).

### Защита информации
Телефон имеет встроенные средства шифрования памяти, которые реализованы в виде отдельного крипточипа.

### Операционная система
Штатная операционная система для данного телефона — Android 2.3 (Gingerbread). В марте 2012 года появились сведения о выпуске прошивки с Android 4 (Ice Cream Sandwich) для данного аппарата.
А с января 2013 года началось обновление телефона до Android 4.1.2 (Jelly Bean). Первыми странами обновления стали Испания, Китай, Италия и Норвегия.

### Функции (Android 4.1.2 Jelly Bean)
S Voice
Голосовое управление смартфоном с помощью системы распознавания естественной речи. Помимо обработки обычных команд, позволяющих управлять основными функциями телефона, например, открытием приложений и работы с ними, «S Voice» может отвечать на вопросы, используя доступную информацию о пользователе и различные интернет-службы. Функция поддерживает британский и американский английский, итальянский, немецкий, французский, испанский, русский и корейский языки.

## Версии

### Samsung Galaxy S II HD (LTE)
Модель изготовлена в виде с 4,65-дюймовым дисплеем Super HD AMOLED, дисплей которого имеет разрешение 1280x720 пикселей. Аппарат работает под управлением операционной системы Android 2.3, а его «сердцем» является двухъядерный процессор с тактовой частотой 1,5 ГГц.

### Samsung Galaxy R
Samsung выпустила модификацию устройства i9103 Galaxy R. В нём вместо дисплея SuperAMOLED+ используется Super Clear LCD с тем же разрешением, а процессор Exynos заменен на NVidia Tegra 2 AP20H. Разрешение основной камеры понижено до 5 мегапикселей, а фронтальной — до 1,3.

### Samsung Galaxy S2 Plus
Samsung на CES 2013 представил устройство i9105 и его модификацию с NFC i9105P. Аппарат отличается 2-ядерным процессором Broadcom BC28155 с тактовой частотой 1,2 ГГц и видеоускорителем Videocore IV HW, в результате чего i9105 не уступает i9100 практически во всех тестах. Также в i9105 не используется защитное стекло Gorilla Glass и отсутствует TV-выход через MHL USB. Объём памяти 8 или 16 гигабайт. Доступен в 2 цветах — синий, как у Galaxy S3, и белый.

### Упоминания
Телефон использовался в сериале «Молодёжка» Денисом Никифоровым - он же Макеев, и в фильме «Доспехи Бога 3: Миссия Зодиак» - Джеки Чаном, он же Джей Си.

## Преемник в 2012 году
ДжейКей Шин, глава Samsung Mobile Communications, анонсировал новый смартфон Samsung Galaxy S III в мае 2012 года, релиз которого был запланирован на 3 мая 2012 года в Лондоне. Смартфон был представлен в срок, его точные технические характеристики уже известны. Как и предполагалось, Galaxy S III получил новый высокопроизводительный четырёхъядерный центральный процессор от Samsung, работает «из коробки» под управлением операционной системы Android 4.0.4 (Ice Cream Sandwich) и имеет аккумулятор ёмкостью 2100 мА·ч. Также новый «флагман» Samsung имеет дисплей с диагональю 4,8" и HD-разрешением 1280x720px, и новым интерфейсом Samsung TouchWiz «Nature UX».